# (423) Диотима
(423) Диотима (греч. Διοτίμα) — крупный астероид главного пояса, который по мнению астрономов, входить в состав семейства Эос, поскольку обладает сходными параметрами орбиты и, так же как и астероиды этого семейства, относится к тёмному спектральному классу C, богатому углеродными соединениями.

Орбита астероида Диотима и его положение в Солнечной системе
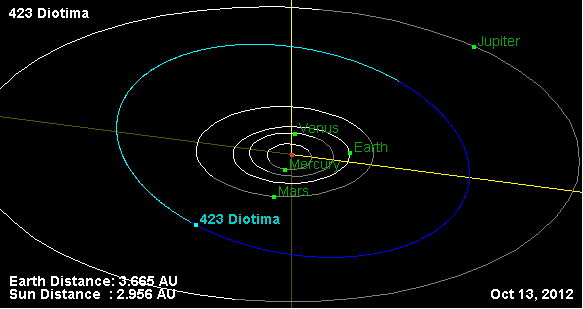
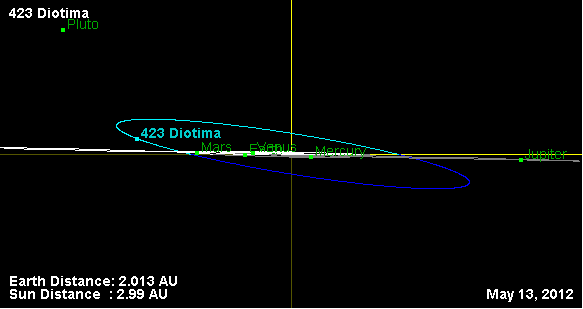

Астероид был открыл 7 декабря 1896 года французским астрономом Огюстом Шарлуа в обсерватории Ниццы и назван в честь Диотимы, жрицы из Мантинеи, игравшей важную роль в Платоновом диалоге «Пир».
В конце 1990-х годов астрономами по всему миру были собраны данные кривых блеска 10 астероидов, в том числе и Диотимы, которые были использованы для построения физических моделей этих астероидов. Японский инфракрасный спутник Akari не выявил наличия на Диотиме гидратированных минералов.